# حظران (الطيال)

تعديل مصدري - تعديل

حظران هي إحدى قرى عزلة جبل اللوز بمديرية الطيال التابعة لمحافظة صنعاء، بلغ تعداد سكانها 764 نسمة حسب تعداد اليمن لعام 2004.